# Шильдин, Пётр Степанович
Пётр Степанович Шильдин (29 декабря 1920, Тиинск, Самарская губерния — 7 октября 1977, Куйбышев) — советский военнослужащий, участник Великой Отечественной войны, командир стрелковой роты 182-го гвардейского стрелкового полка 62-й гвардейской стрелковой дивизии 37-й армии Степного фронта, гвардии лейтенант. Герой Советского Союза.

## Биография
Родился 29 декабря 1919 года в селе Тиинск (ныне Мелекесского района Ульяновской области) в крестьянской семье. Окончил 7 классов. Работал в колхозе, на лесоразработках в Красноярском крае.
В Красной Армии с 1939 года. Был призван Боградским РВК Хакасской автономной области. В 1941 году окончил Владивостокское военное пехотное училище. На фронте в Великую Отечественную войну с июня 1942 года. Член ВКП(б) с 1944 года.
Командир стрелковой роты 182-го гвардейского стрелкового полка комсомолец гвардии лейтенант Пётр Шильдин с бойцами вверенной ему роты одним из первых 28 сентября 1943 года форсировал реку Днепр в районе села Мишурин Рог Верхнеднепровского района Днепропетровской области Украинской ССР и возглавил захват плацдарма на правом берегу, чем обеспечил возможность переправы главных сил 182-го гвардейского стрелкового полка.
Указом Президиума Верховного Совета СССР от 20 декабря 1943 года за образцовое выполнение боевых заданий командования и проявленные при этом мужество и героизм гвардии лейтенанту Шильдину Петру Степановичу присвоено звание Героя Советского Союза с вручением ордена Ленина и медали «Золотая Звезда».
С 1944 года П. С. Шильдин служил во Внутренних войсках НКВД СССР. С 1965 года подполковник П. С. Шильдин — в запасе.
Жил в городе Куйбышев. Скончался 7 октября 1977 года. Похоронен в Самаре на кладбище «Рубежное».
Награждён орденами Ленина, Красной Звезды, медалями.